# 马茂元
马茂元（1918年10月13日—1990年），字懋园，男，安徽桐城人，中国古典文学研究家，上海师范大学教授，曾任中华诗词学会顾问。

## 家庭
祖父马其昶。